# Acanthurus maculiceps
Acanthurus maculiceps (Ahl, 1923) è un pesce osseo marino appartenente alla famiglia Acanthuridae.

## Distribuzione e habitat
L'areale di A. maculiceps comprende le regioni tropicali dell'oceano Indiano centrale e orientale (a ovest fino alle Maldive e al mare delle Andamane) e l'oceano Pacifico occidentale a nord fino alle isole Ryūkyū, a sud fino alle Samoa mentre a oriente giunge alle Sporadi Equatoriali.
Vive sul lato esterno delle barriere coralline in acque basse battute da onde e  correnti con idrodinamismo intenso in aree battute dalle correnti. I giovanili popolano fondi duri costieri a bassa profondità.
Si può trovare tra 1 e 15 metri di profondità.

## Descrizione
Questa specie, come gli altri Acanthurus, ha corpo ovale, compresso lateralmente, e bocca piccola posta su un muso sporgente; sul peduncolo caudale è presente una spina mobile molto tagliente. La pinna dorsale è unica e piuttosto lunga, di altezza uniforme. La pinna anale è simile ma più corta. La pinna caudale è lunata. Le scaglie sono molto piccole. Gli adulti mostrano una evidente gibbosità frontale La livrea dell'adulto ha fondo bruno, che può essere molto scuro, con la testa fittamente punteggiata di chiaro. La maculatura della testa si interrompe in corrispondenza di una macchia che circonda l'occhio e che ha spesso la forma di una barra. Al termine di questa barra è di solito presente una macchia allungata di colore blu con bordo chiaro. La punta delle pinne pettorali è giallo vivo mentre la pina caudale può essere nera con bordo chiaro oppure tutta bianca. Il bordo dell'opercolo branchiale è nero.
È riportata la taglia massima di 33 cm di lunghezza.

## Biologia

### Comportamento
Vive solitario o in piccoli gruppi. Spesso si nutre in banchi misti con altre specie di Acanthurus, soprattutto quelle con livrea scura simile a quella di A. maculiceps.

### Alimentazione
Basata su alghe bentoniche.

## Pesca
Non esiste una pesca dedicata a questa specie, viene catturato accidentalmente durante la pesca ad altre specie e consumato.

## Acquariofilia
Non è comunemente presente sul mercato dei pesci d'acquario ma spunta prezzi elevati.

## Conservazione
Per quanto non sia una specie molto comune sembrano non insistere situazioni di minaccia. La Lista rossa IUCN classifica la specie come "a rischio minimo".